# Millecentenárium

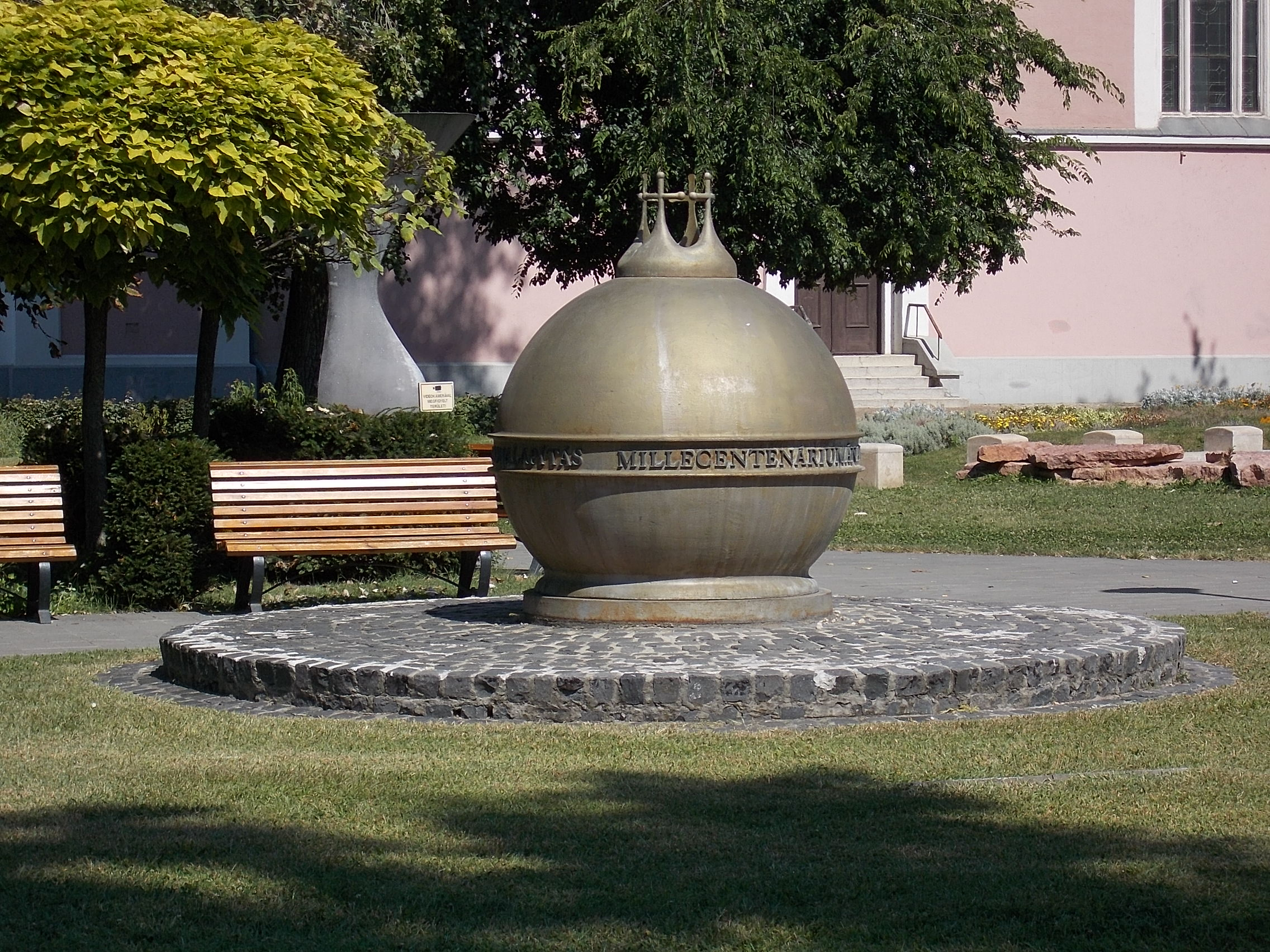
Millecentenáriumi emlékmű Budapesten

A millecentenárium latin kifejezés, jelentése 1100 éves évforduló (millennium + centenárium). Magyar vonatkozásban az 1996. évet jelöli, a magyar honfoglalás ezerszázadik évfordulójának ünneplését.

## Dátum
A történészek többsége egyetért abban, hogy a honfoglalás 895-ben történt, így az 1100. évforduló voltaképpen 1995-re esett. A millecentenárium évét azonban az 1896-os millenniumi ünnepségek századik évfordulójaként határozták meg; magát a millenniumot pedig adminisztratív okok miatt ünnepelték 1896-ban az eredetileg tervezett 1895. év helyett.

## Ünnepségek
Az 1996-os ünnepségek, megemlékezések szervezését a Millecentenáriumi Emlékbizottság felügyelte, melynek elnöke Göncz Árpád államfő volt. Az ünnepségsorozatot a Magyar Nemzeti Múzeumban rendezett, március 16-i millecentenáriumi kiállítás nyitotta meg, mely a magyar történelem tárgyi emlékeit mutatta be.
A fontosabb események közé tartoztak a Magyar Nemzeti Múzeum kiállításai, a Szépművészeti Múzeum felújítása, a Természettudományi Múzeum új épületének felavatása, a Hősök tere vezérszobrainak restaurálása.

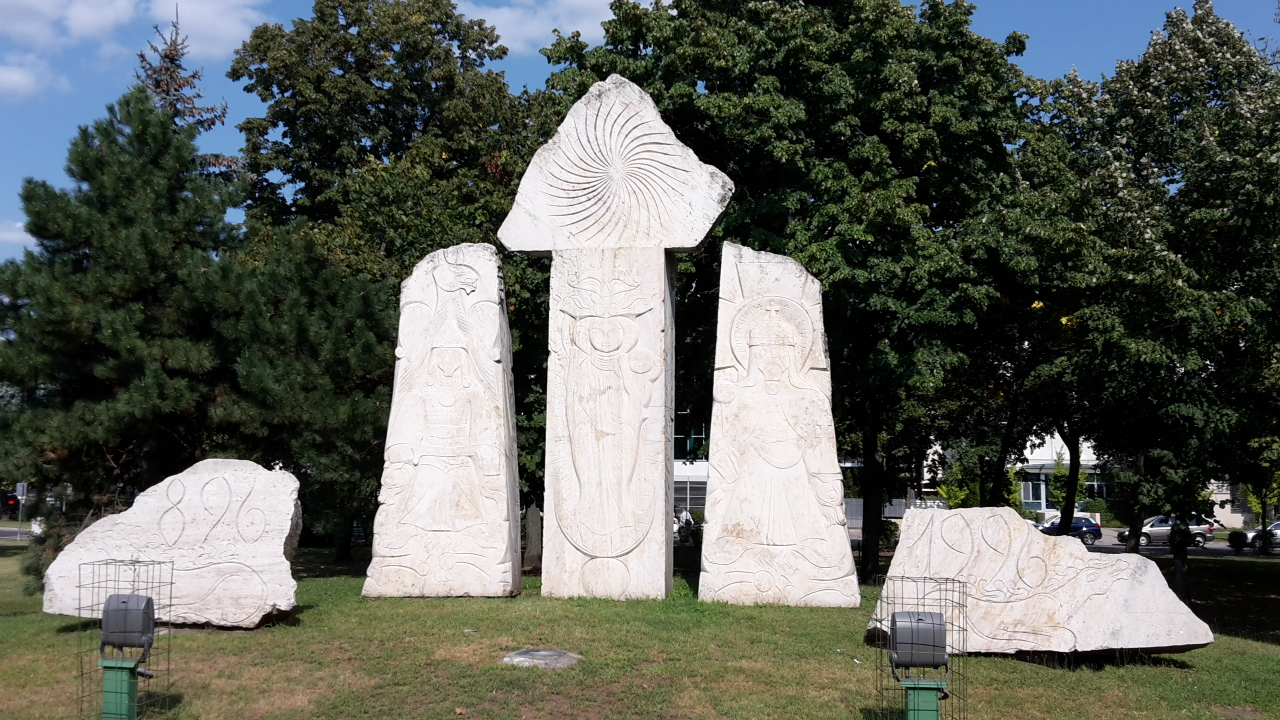
Magyar Oltár/Millecentenáriumi emlékmű, Budapest, X. kerület, Szent László tér

Budapesten 3000 rendezvény szervezését tervezték. A fő attrakció a Fővárosi Millecentenáriumi Fesztivál volt, melyet eredetileg augusztus 17–20. között terveztek megrendezni a Dunán elhelyezett színpadon, de pénzhiány miatt ehelyett csak egy visszafogottabb megemlékezést szerveztek a Hősök terén.
Az évforduló alkalmából számos köztéri szobrot, emlékművet, emléktáblát avattak. Magyarországon 175 Szent István-szobrot állítottak.

### Külföldön

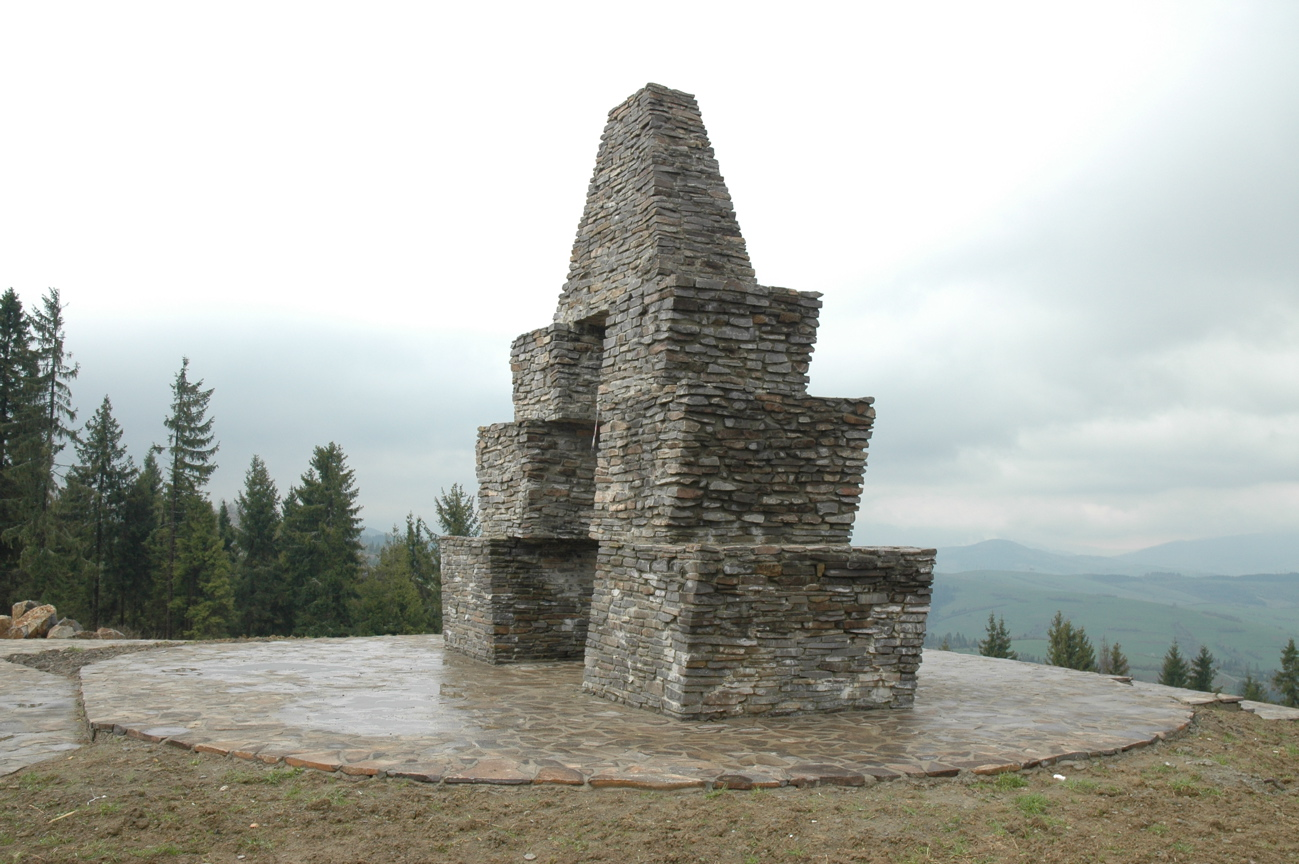
Honfoglalási emlékmű a Vereckei-hágón

A szomszédos országok nem nézték jó szemmel az ünnepségeket. Szlovákiában, Romániában, és Ukrajnában megtiltották a magyar kisebbség nagyszabású rendezvényeit, és egyes alkotások felállítását.
A Vereckei-hágóra tervezett honfoglalási emlékmű megépítését 1996-ban nem engedélyezték. Az emlékmű végül 2008-ban készült el.

### Összehasonlítás a millenniummal
Az 1996-os millecentenáriumi ünnepségek nem voltak annyira nagyméretűek, mint az 1896-os millenniumi ünnepségek; nem voltak nagyberuházások, ceremóniák, országos kiállítás. A dualizmus kori Magyarország fontosnak érezte életképességének, fennmaradásának hangsúlyozását; erre a 20. század végén már nem volt szükség.